# Emma Orczy

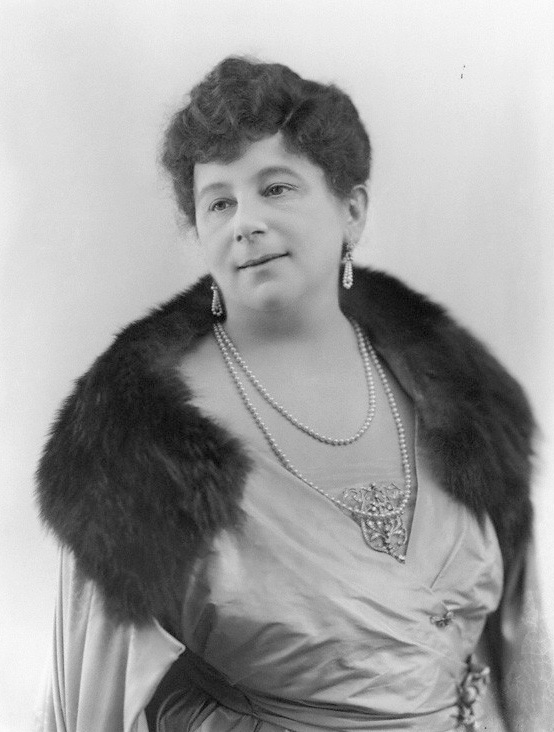
Emma Orczy.

Baronessan Emma Orczy, fullständigt namn Emma Magdolna Rozália Mária Jozefa Borbála Orczy de Orci, född 23 september 1865 i Tarnaörs, Ungern, död 12 november 1947 i Henley-on-Thames, England, ofta bara kallad Baronessan Orczy, eller Emmuska Orczy av vänner och familj, var en brittisk författare och konstnär av ungersk aristokratisk börd.
Orczy är numera främst känd för dramat och romanen Röda nejlikan som utkom 1905, och som inledde en romanserie, men hon skrev ett stort antal deckarnoveller och andra verk.

## Biografi

### Uppväxt och ungdom
Emma Orczy föddes i Ungern som dotter till kompositören, baron Felix Orczy och grevinnan Emma Wass. Familjen lämnade Ungern 1868 av rädsla för bondeuppror, och var bosatta i Budapest, Bryssel och Paris, där Emma utan framgång studerade musik. 1880 slog sig familjen slutligen ner i London, där de tillsammans med landsmannen Francis Pichler bodde på Great Portland Street 162. Emma Orczy studerade vid West London School of Art och sedan vid Heatherley School of Fine Art. Några av hennes målningar ställdes senare ut på Royal Academy i London. Under konstutbildningen lärde hon känna Montague MacLean Barstow (död 1942) en ung illustratör och prästson. De gifte sig 1894 och enligt Emma var äktenskapet mycket lyckligt.

### Författarkarriär
Paret hade dock dålig ekonomi och Emma Orczy arbetade som översättare och illustratör för att dryga ut makens små inkomster. De fick ett barn, John Montague Orczy-Barstow, som föddes den 25 februari 1899, och som senare blev författare under namnet John Blakeney. Emma började skriva omedelbart efter sonens födelse, men debutromanen The Emperor's Candlesticks, som kom ut 1899 (på svenska: Kejsarens ljusstakar, 1939), blev ett misslyckande. Efter detta publicerade hon en serie detektivberättelser i Royal Magazine. Hennes andra romanen, In Mary's Reign, som gavs ut 1901 sålde bättre än den förra.
År 1903 skrev hon och hennes make ett drama som byggde på en av hennes noveller och som handlade om den engelska aristokraten Sir Percy Blakeney, som räddade franska aristokrater undan franska revolutionen. Dramat fick titeln The Scarlett Pimpernel, Röda nejlikan. Upphovet till Röda nejlikan lär vara den svenske greven Axel von Fersen som under den franska revolutionen organiserade kungafamiljens misslyckade flykt ur landet 1791.[källa behövs] Under tiden som Emma Orczy sände berättelsen i romanform till flera förläggare, antogs dramat för uppsättning på West End. Fastän de första föreställningarna drog liten publik, blev det med tiden en stor publikframgång som satte rekord i antal föreställningar,[källa behövs] översattes till en mängd språk och spelades i många länder, och blev flera gånger uppsatt på nytt. Teaterframgångarna bäddade för en stor romansuccé.
Emma Orczy skrev därefter dussintals verk om Sir Percy Blakeney, hans familj och medlemmar av Röda nejlikanligan, av vilka I Will Repay utgiven 1906, och som fick den svenska titeln Hennes hämnd, blev den största framgången. Den sista boken om Röda nejlikan, Mam'zelle Guillotine, gavs ut 1940. Inget av hennes följande dramer gjorde samma framgång som Röda nejlikan. Hon författade även mysterie- och äventyrsromaner. I samlingen med detektivnoveller, Lady Molly of Scotland Yard är huvudpersonen en kvinna, vilket var mycket ovanligt i detektivgenren när boken utkom 1910. Hon föredrog emellertid den historiska romanen som genre.
Med tiden blev hon förmögen på sitt författarskap, och kunde köpa sig en egendom i Monte Carlo. Hon avled 1947 i Oxfordshire, samma år som hennes självbiografi, Links in the Chain of Life, utkom.

### Romaner

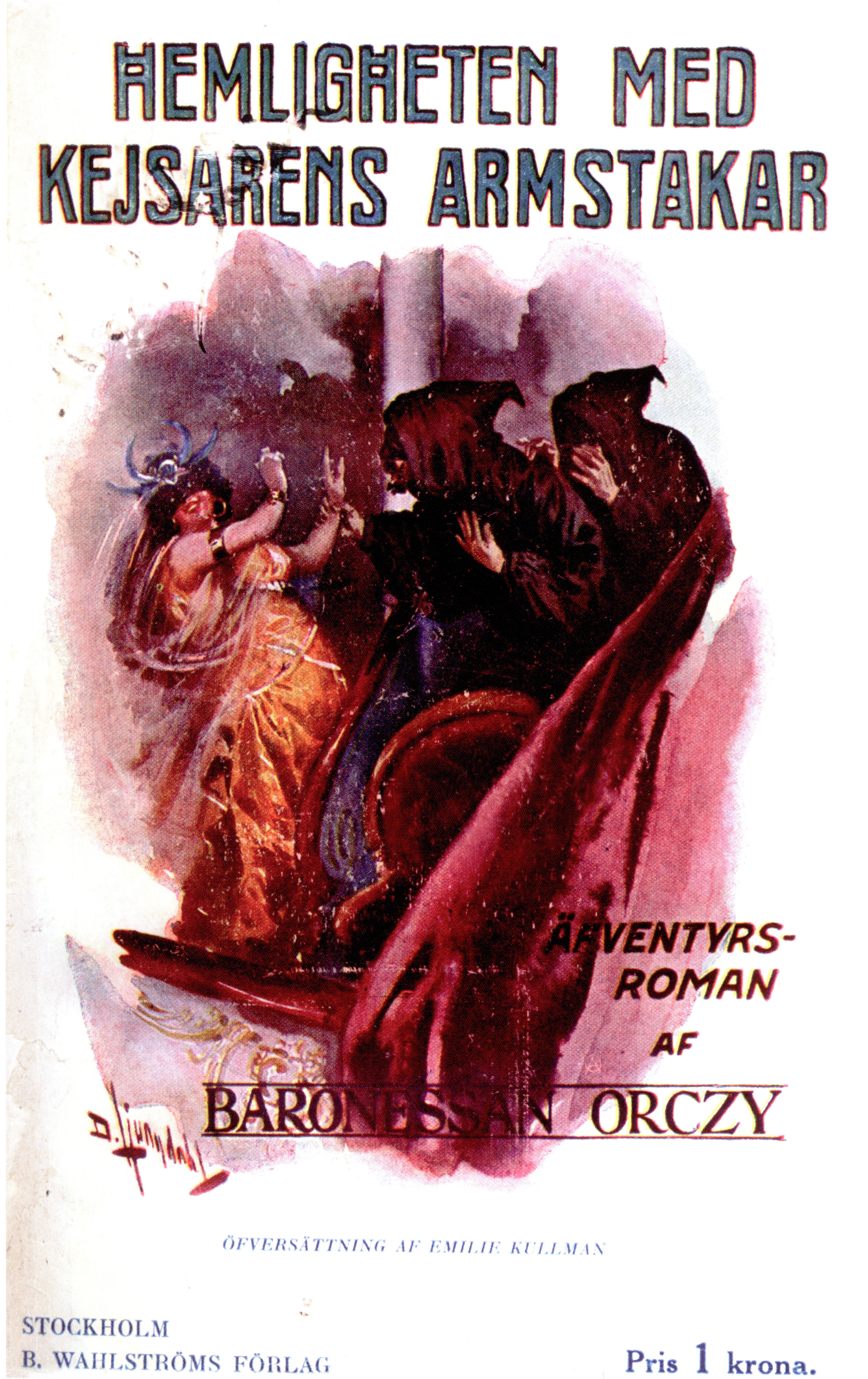
Omslag till Hemligheten med kejsarens armstakar av David Ljungdahl 1911.